# Daniel de Looff

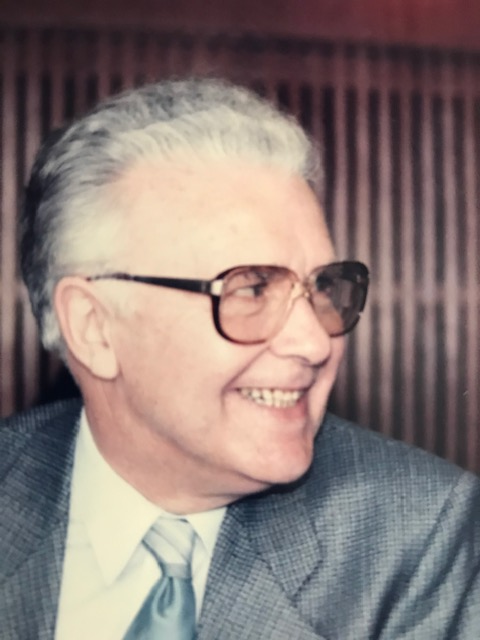
Daniël de Looff

Daniel de Looff  (Wissenkerke 12 juni 1924 – Vlissingen 28 juli 2012), was een Nederlands waterbouwkundige. Hij was de zoon van Aart Jan de Looff, landarbeider, en  Lena Cornelia Gillesse. In de Tweede Wereldoorlog was hij in het kader van de Arbeitseinsats te werk gesteld in Stockach, in Baden-Württemberg. Hij trad in 1946 in dienst van Rijkswaterstaat en begon als meetleider voor de Westerschelde. Hij was als technisch ambtenaar werkzaam bij de Directie Waterhuishouding en Waterbeweging in Den Haag, sinds 1978 als technisch hoofdambtenaar bij de Studiedienst Vlissingen van de Directie Zeeland. In April 1986 is hij benoemd tot ridder in de Orde van Oranje-Nassau. Publiceerde voornamelijk over de bodemligging en het onderhoudsbaggerwerk van de Westerschelde. Hij held zicht ook bezig met het vastleggen van de stromingsconditie bij ongevallen op de Westerschelde (veelal nodig voor verzenkringskwesties). Hij heeft heel veel gepubliceerd, maar vooral interne nota's van de Rijkswaterstaat. Voor een overzicht hiervan wordt verwezen naar de publicatielijst over de Westerschelde van de Stichting Blauwe Lijn